# Utivarachna kinabaluensis
Utivarachna kinabaluensis är en spindelart som beskrevs av Christa L. Deeleman-Reinhold 200. Utivarachna kinabaluensis ingår i släktet Utivarachna och familjen flinkspindlar. Inga underarter finns listade i Catalogue of Life.